# Karin Ohlin
Anna Karin Ohlin, född 22 november 1961 i Lund, är en svensk skulptör och installationskonstnär.

## Allmänt
Karin Ohlin utbildade sig på Kungliga Konsthögskolan i Stockholm 1989-95. Hon hade sin första separatutställning på Galleri Engström i Stockholm 1997.
Hon blev ledamot av Konstakademien 2014.
| ”                      | Det finns många vägar att nalkas Karin Ohlins skulpturer. Skulpturerna liknar verkliga objekt och man söker det föreställande och kopplingen till den realistiskt avbildande konsten... Något av magin i Karin Ohlins konst är att kopplingen till de vardagsobjekt som skulpturerna har inte vill släppa, dörren förblir en dörr även i en annan skala, även om träskivan enbart är en meter hög så vill den ändå visa sig som en dörr för vårt medvetande. Skulpturerna kan ses som abstraktioner och förtätningar av välbekanta objekt. Vi kan se dem i ett nytt ljus när de skalats av all oväsentlig information, de är rena och tydliga utan överdrivna dekorationer. | „ |
| – Elisabeth Fagerstedt | |   |

## Offentliga verk i urval
- Instrument, aluminium, 2001, Retziuslaboratoriet på Campus Solna.